# Grégory Bourdy
Grégory Bourdy (nascido em 25 de abril de 1982) é um golfista profissional francês. Irá representar a França no golfe nos Jogos Olímpicos de Verão de 2016, no Rio de Janeiro.